# 广场公园
广场公园原名延中绿地，是中華人民共和國上海市黃浦區和靜安區的一個公園，面积為28公顷。广场公园共分為始绿园、春之园、感觉园、嗅觉园、地质园、触觉园、干河园、芳草园、视觉园、听觉园、味觉园、自然生态园、音乐园、大树主题广场、市民林等区域。此地原先是棚戶區。2001年6月12日，中共中央總書記江泽民來此視察。2001年6月28日，公園建成開放。